# 张纯烨
张纯烨（1991年7月28日—），毕业于中国传媒大学2009级播音与主持艺术专业，中国江苏卫视节目主持人。

## 生平
张纯烨父亲祖籍山东，母亲是广西人，小学在厦门实验小学读书，初中和高中均就读厦门一中，2009年考入中国传媒大学播音与主持专业。2010年，作为大学生“时间信使”与何炅搭档主持湖南卫视“五四成人礼”晚会。2012年，因参加江苏卫视《脱颖而出》之“星秀女主持”，获得全国总决赛总冠军而入行，有“小倪萍”之称。其后作为重点主持人担任江苏卫视多档综艺节目和大型晚会主持。2017年，获得第33届江苏电视奖“优秀电视节目主持人”奖。2023年获第四届江苏广电主持人金荔枝奖。

## 主持节目
- 《好好学习》
- 《成长不烦恼》
- 《芝麻开门》
- 《带你看星星》
- 《一站到底》
- 《极限勇士》
- 《看见你的声音》
- 《百万英雄来烧脑》
- 《新相亲时代》/《新相亲大会》
- 《江苏卫视春节晚会》
- 《江苏卫视跨年演唱会》
- 《音乐缘计划》
- 《2025年中央广播电视总台春节联欢晚会》-无锡分会场